# Lies (canción de Kumi Kōda)
«Lies» es el sencillo n.º 23 de la cantante japonesa Kumi Kōda, lanzado originalmente el 4 de enero del año 2006, convirtiéndose en el primer sencillo de ese año. Adicionalmente este sencillo también es el quinto de los 12 singles que se lanzaron en tres meses y con una diferencia de 7 días entre ellos. El tema también fue utilizado como promoción dentro del programa de televisión de la TV Asashi llamado Adore na! Garejji, como también dentro de comerciales para music.jp. La canción, que en general está contenida de bastante rabia, fue escrita por Kumi Koda, y arreglada por YANAGIMAN, conocido por sus trabajos con la banda de Hip-Hop/Rock Ketsumeishi.

## Portada
La portada de esta ocasión está inspirada en la cultura de China, que se considerada bastante similar a la japonesa tradicional.El color que lo representa es el lila

## Video musical
"Lies" es la tercera parte de la historia Wish your happiness & love, protagonizada por Kumi Koda y Shōgen.En el video se presenta otra relación tormentasa entre Kumi y su enamorado.Los cuchillos son parte elemental ya que representa la ira que siente uno hacia el otro.Como la mayoría de los videos de Kumi , ella se presenta sexy y provocadora, en el video ella es una bailarina exótica. 

## Listado de pistas
- 1. «Lies»
- 2. «Lies» Original Mix -Instrumental-